# Tahoua
Tahoua er en by i det sydlige Niger, og hovedstad i et departement af samme navn. Byen har et indbyggertal (pr. 2004) på cirka 100.000. 
14°53′N 5°16′Ø / 14.883°N 5.267°Ø